# 詐欺団地

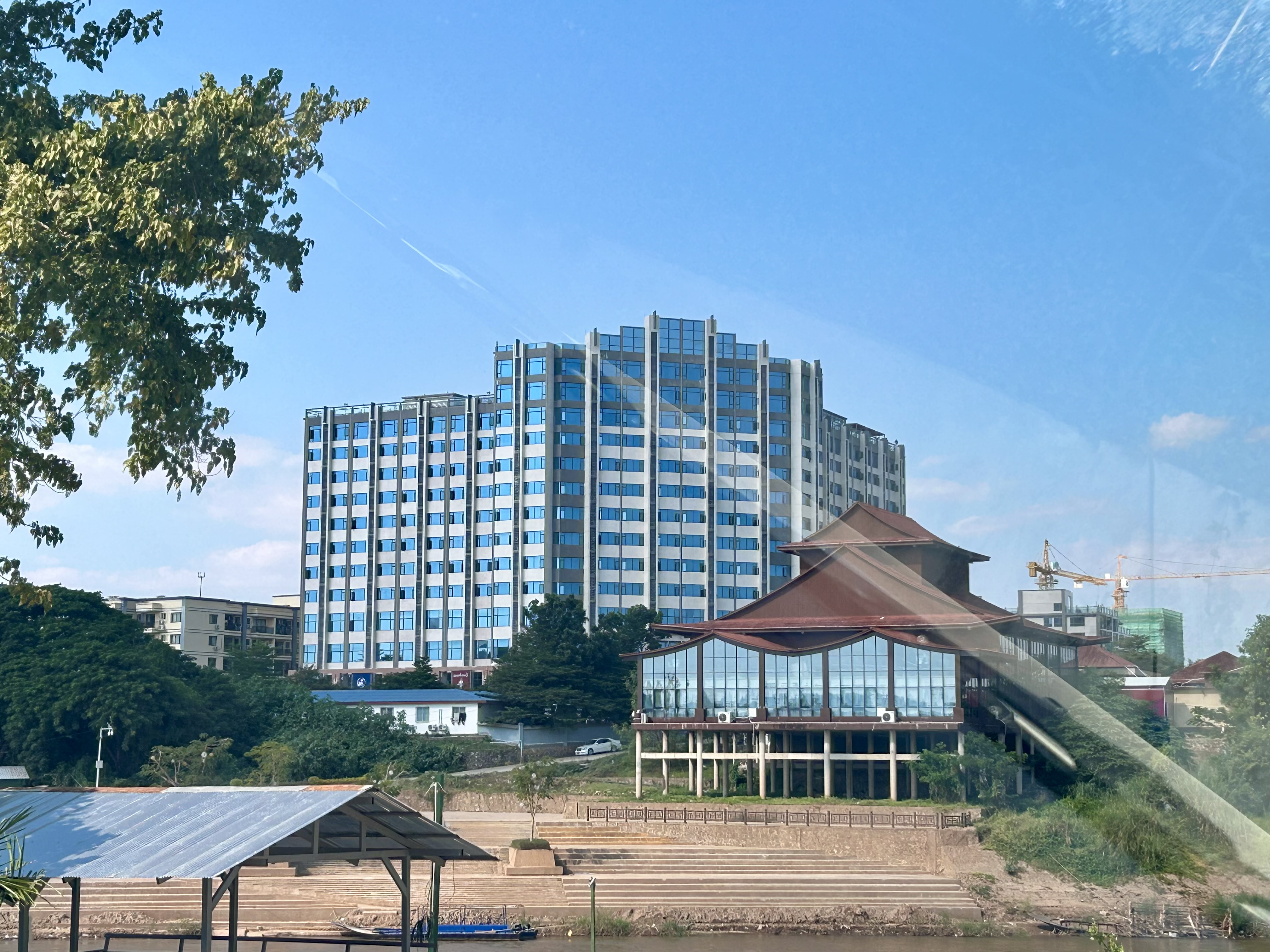
シュエコッコ（ミャンマー）の詐欺団地

詐欺団地（さぎだんち、中国語: 诈骗园区）は、組織犯罪的に運営される詐欺の拠点である。カンボジアやミャンマーといった、法の支配が不完全な東南アジア地域において顕著に見られ、多くの場合、偽の求人に騙された被害者を労働力として用いている。
こうした産業化した詐欺は、全世界的に著しい被害を生み出している。2023年の国連の報告によれば、ミャンマーで12万人、カンボジアで10万人が詐欺に関わる強制労働に従事させられており、拷問や人身売買といった人権侵害を受けている。

## 成立

### 賭博産業との関連

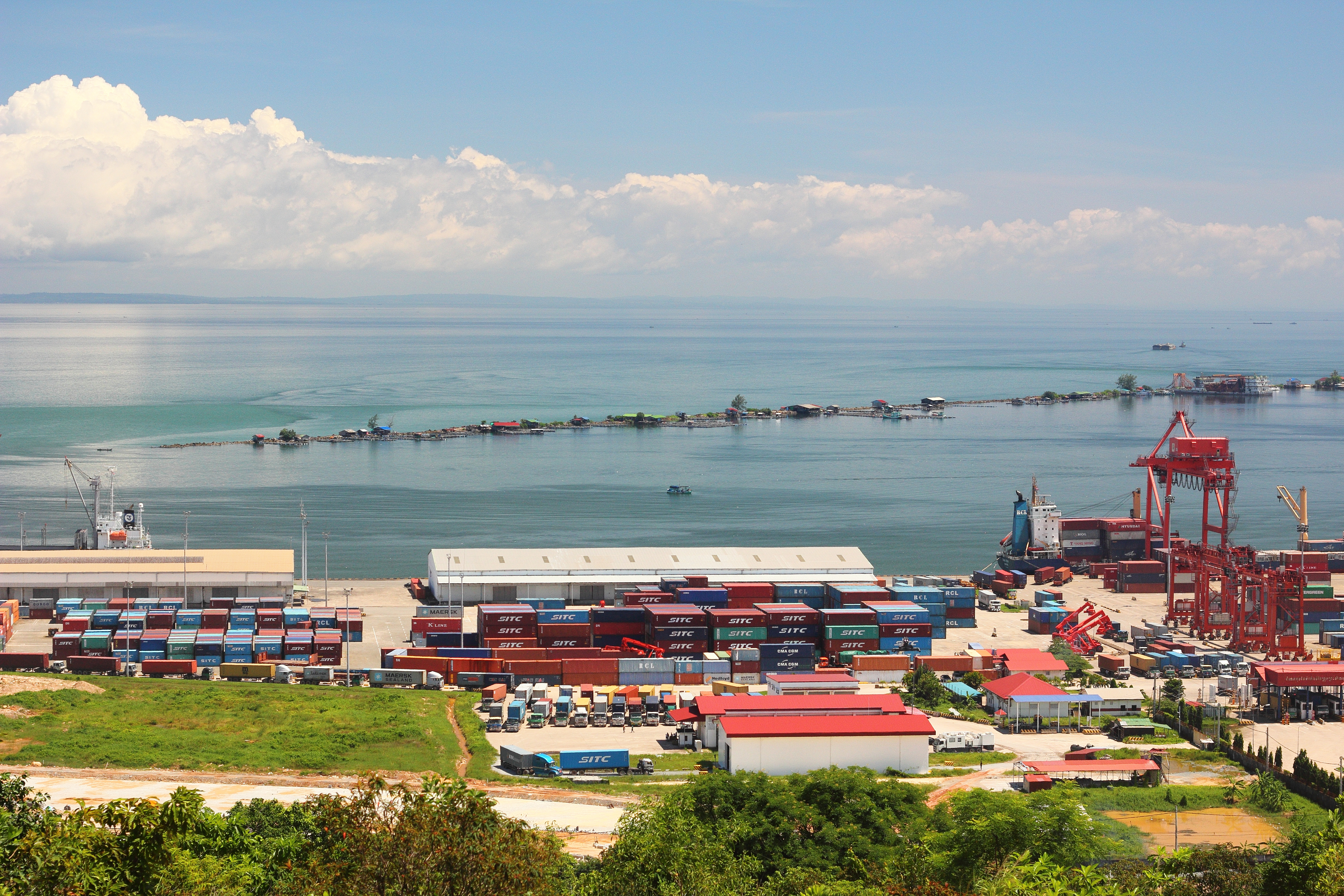
シアヌークビル（カンボジア）は、賭博産業を通して急速な開発が進んだ。

こうした大規模な詐欺は、賭博産業と密接な関わりを有することが知られている。中国においては賭博が特例で認められているマカオ以外では違法であり（cf. 中国における賭博）、従来よりベトナムのラオカイといった、国境に近い東南アジア諸国の都市においてカジノが運営されることはしばしばあった。
2010年代には、カンボジアとフィリピンにおいて中国系資本のオンラインカジノが勃興しはじめる。たとえば、カンボジアのシアヌークビルにおいては、金融政策と賭博産業の合法化を背景として、2013年より、中国系の投資家により、賭博産業が急激に発達しはじめた。2015年にはカンボジア政府がオンラインギャンブル事業者にライセンスを付与しはじめたほか、2016年にはフィリピンにおいても「POGO」（英語: Philippine Offshore Gaming Operator）に対する同様のライセンス発行がはじまった。こうしたカジノ産業は、詐欺産業の隠れ蓑として用いられる。2019年にカンボジアがオンラインカジノの規制を発表すると、多くの事業者が詐欺産業に転換した。

### 詐欺団地の成立
詐欺団地は、その大半が中国（中華人民共和国・中華民国）の犯罪組織によって運営され、表向きは地元政府との提携で中国系企業が開発・運営する企業団地・ビジネスパーク（園区）・経済特区などを装っている。組織犯罪的な詐欺に対する取り締まりを受け、2010年代中期以降、こうした詐欺組織は拠点を国外に移すようになった。こうした動きが急速に進むきっかけとなったのは、COVID-19の流行であった。人流が大きく制限されたことを背景として、カジノ産業に従事していた中国系の犯罪組織は拠点に取り残された労働者を用いた新たな産業としての詐欺に目を向けはじめた。さらに、感染症の流行により、多くの人が経済的に困窮していたことを背景に、犯罪組織は架空の仕事を提示して労働者を集め詐欺労働に従事させはじめるようになった。

## 運営
ひとつの詐欺団地には、複数の詐欺組織が入居する。こうした組織は、登記の有無にかかわらず、「企業」（companies）と呼ばれることが多い。労働者の移動を制限するために、食堂・売春宿・クラブハウス・診療所・薬局・美容室などといった多くの施設をふくんだ複合施設となっている。小規模な施設の場合、一般にアパートのような外観であることが多いが、有刺鉄線や警備員などにより、著しく厳しいセキュリティが敷かれている。「企業」は大きくわけて詐欺部門と人事部門から構成され、ほかに経理部門・資金洗浄部門・その他サービス業などを備えることも多い。

### 人身売買

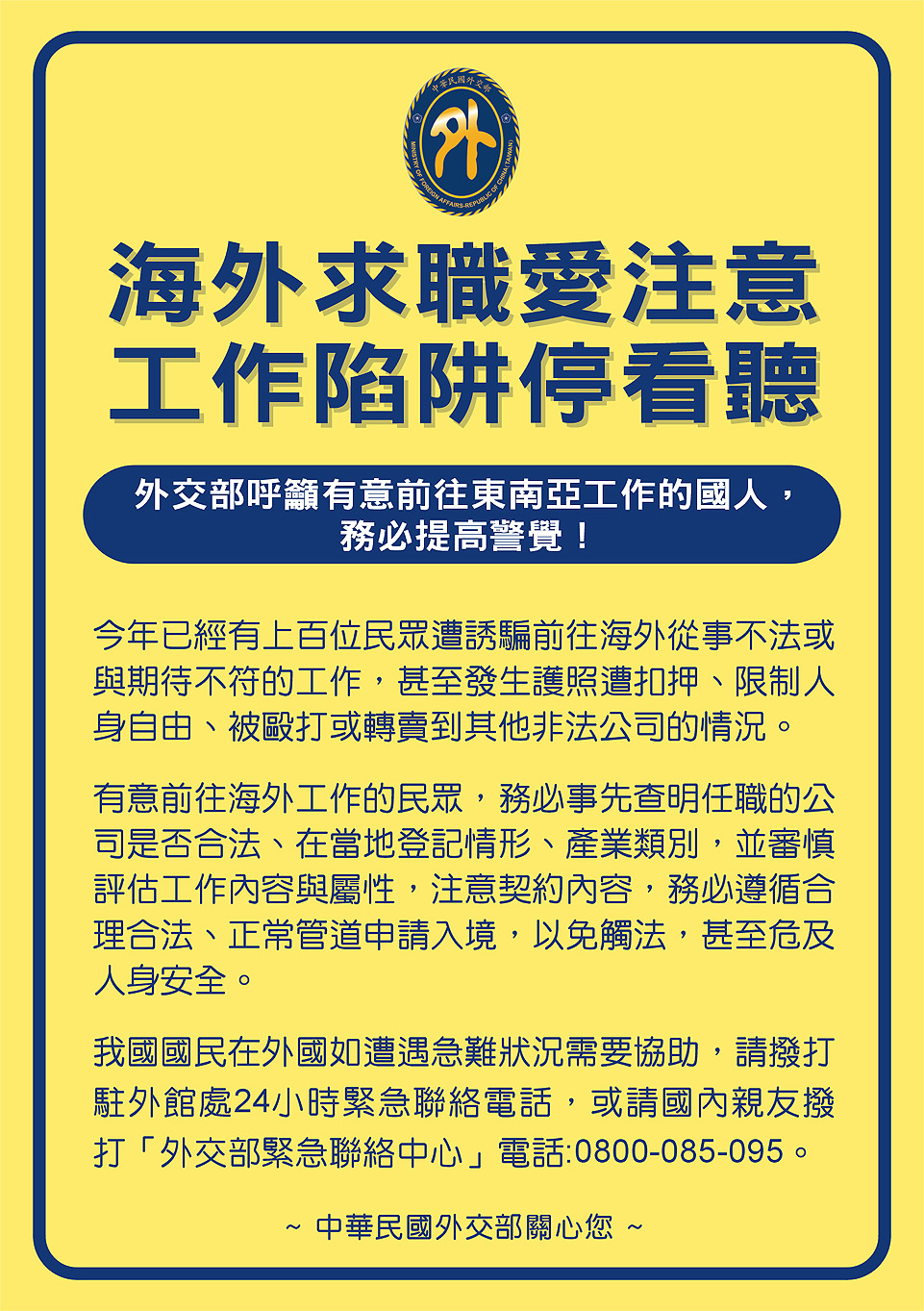
中華民国外交部による注意喚起（2022年）

2023年の国連の報告によれば、ミャンマーで12万人、カンボジアで10万人が詐欺に関わる強制労働に従事させられている。人身売買の撲滅を旨とする非営利組織である Mekong Club の代表である Matt Friedman は、こうした人身売買の被害者を詐欺に従事させるスキームは非常に新しい現象であり、被害者に「二重の苦痛」を与えるものであると論じている。
こうした詐欺師の「求人」は、プログラマー・マーケティング担当者・人事担当者といった専門職の募集を装っておこなわれる。こうした求人はソーシャルメディア上の偽広告を用いて紹介されることが多く、しばしばバンコクなどが拠点であると偽られる。この手続きは合法的かつ入念にみえるものであり、詐欺事業者は場合によっては必要な書類の作成を手助けすることもある。こうして集められた求職者は、空港などで人身売買業者に引き渡され、そのまま収容される。多くの被害者はパスポートおよび個人の携帯電話を没収され、外部との連絡はほとんど不可能になる。また、渡航費や生活費などは、被害者本人の「借金」となる。
こうした人身売買被害者の出身地域は、ASEAN地域全体（インドネシア・ラオス・マレーシア・ミャンマー・フィリピン・シンガポール・タイ・ベトナム）、中国（中華人民共和国・香港・中華民国）、南アジア諸国（バングラデシュ・インド・ネパール・パキスタン）、東アフリカ諸国（エチオピア・ケニア・タンザニア）、さらにはエジプト・トルコ・ブラジルなど、多岐にわたる。2024年にはミャンマーおよびラオスに勾留される大韓民国の被害者が増加しているほか、在カンボジア日本大使館は、少数ではあるが日本国民も被害にあっていることを確認しているとして、注意喚起をおこなっている。

### 詐欺の手口
詐欺部門においては強い階層構造があり、ミャワディの場合、部門長（中国語: 狗庄）、主管（中国語: 主管）、チームリーダー（中国語: 组长）、詐欺師（中国語: 狗推）から成り立っている。狗推は長期間労働を強いられるものの、実績を残した場合は良好な歩合給と昇進が約束される。そうでない場合は、殴る・性器に電流を流す・爪を抜くといった拷問を受けるほか、他組織に売却されることもある。この場合、被害者が返さなければならない「借金」はさらに膨らむ。
詐欺団地でおこなわれる詐欺としてよく知られるのは、殺猪盤とよばれる、ロマンス詐欺と金融商品詐欺を組み合わせた詐欺である。詐欺師はSMSやマッチングアプリなどを通じて、偶発を装い被害者に接触し、長期間のコミュニケーションを通じて被害者との信頼関係を深め、被害者を偽の投資に引き込む。「企業」はこうした詐欺に向けてマニュアルを成文化しており、2018年には深圳市公安局が「阿络科技有限公司」の作成した「恋愛・交友・賭博のための話術（中国語: 恋愛交友赌博话术）」というマニュアルを押収している。この文書は頻繁に更新されており、深圳市公安局が押収したものは「V3.23版」であった。シアヌークビルで詐欺に従事していた者によれば、こうしたマニュアルを暗記しない者は、10回から20回、これを書き写さなければならなかったという。

恋愛・交友・賭博のための話術 [V3.23版]

機密厳守 実行厳守 幸福は奮闘によって得るものである！
注意事項

1. チャットは一見簡単そうに見えますが、実際に良い会話をするのは非常に難しいです。さまざまなタイプのお客様に対して柔軟に対応する能力が求められます。論理的思考を向上させ、知識を増やさなければなりません。経験不足によって会話が滞ることもあるかもしれませんが、たくさん努力したり、ほかの同僚にアドバイスを貰ったりしてみましょう。
2. お客様が楽しく、快適に感じるような会話を心がけましょう。お客様が無理な要求をしてきた場合は遠回しに断ることもできますが、1日チャットしなければ心に隙間が生まれてしまう、常にあなたとチャットしたいと思わせなければなりません。

（後略）—恋愛交友赌博话术 [V3.23版]、深圳市公安局により押収
詐欺団地では殺猪盤のほかにも多くの手口が用いられている。ペット愛好家を対象として、手数料を払わせる振り込め詐欺などが知られるほか、詐欺団地の存在が著名になり、被害者がチャット相手の不審さに気づくことが多くなったのちには、詐欺師が自らの身元を明かし、自らの解放のために必要な身代金を払わせるといった手口もあらわれた。

## 各地域の概況

### カンボジア
米国平和研究所 の報告書によれば、2023年の同国においては詐欺によって推計128億ドルの利益が算出されており、これは同国の正式なGDPの半分近くに相当する。賭博産業によって発展したシアヌークビルは、こうした大規模詐欺の拠点として著名であり、『プロパブリカ』の Cezary Podkul と Cindy Liu は、「もしカンボジアに詐欺の首都があるとするならば、それはきっとシアヌークビルのことだろう」と述べている。国連報告書によれば、プノンペン・カンダル州・ポーサット州・ココン州・ウドーミアンチェイ州・スヴァイリエン州（バヴェットを含む）および、ダラサコール経済特区・MDSトムールダ経済特区（MDS Thmor Da SEZ）に、詐欺の拠点が分布している。
詐欺企業は、カンボジア首相であるフン・セン政権の高官と関係を有していることが知られている。カンボジア政府はこうした組織犯罪の取り締まりをおこなっていると主張しているものの、当局による取り締まりは不完全であると指摘されている。アメリカ合衆国国務省は2022年および2023年、『人身売買報告書』において、カンボジアを人身売買に関して最低限の対策すら実行されていない国家である Tier 3 に認定している。カンボジア政府はこのことに抗議を示しており、国家人身売買対策委員会のチョウ・ブン・エンは、国内に10万人の人身売買被害者が存在するという国連報告書についても、事実ではないと退けている。

### ミャンマー

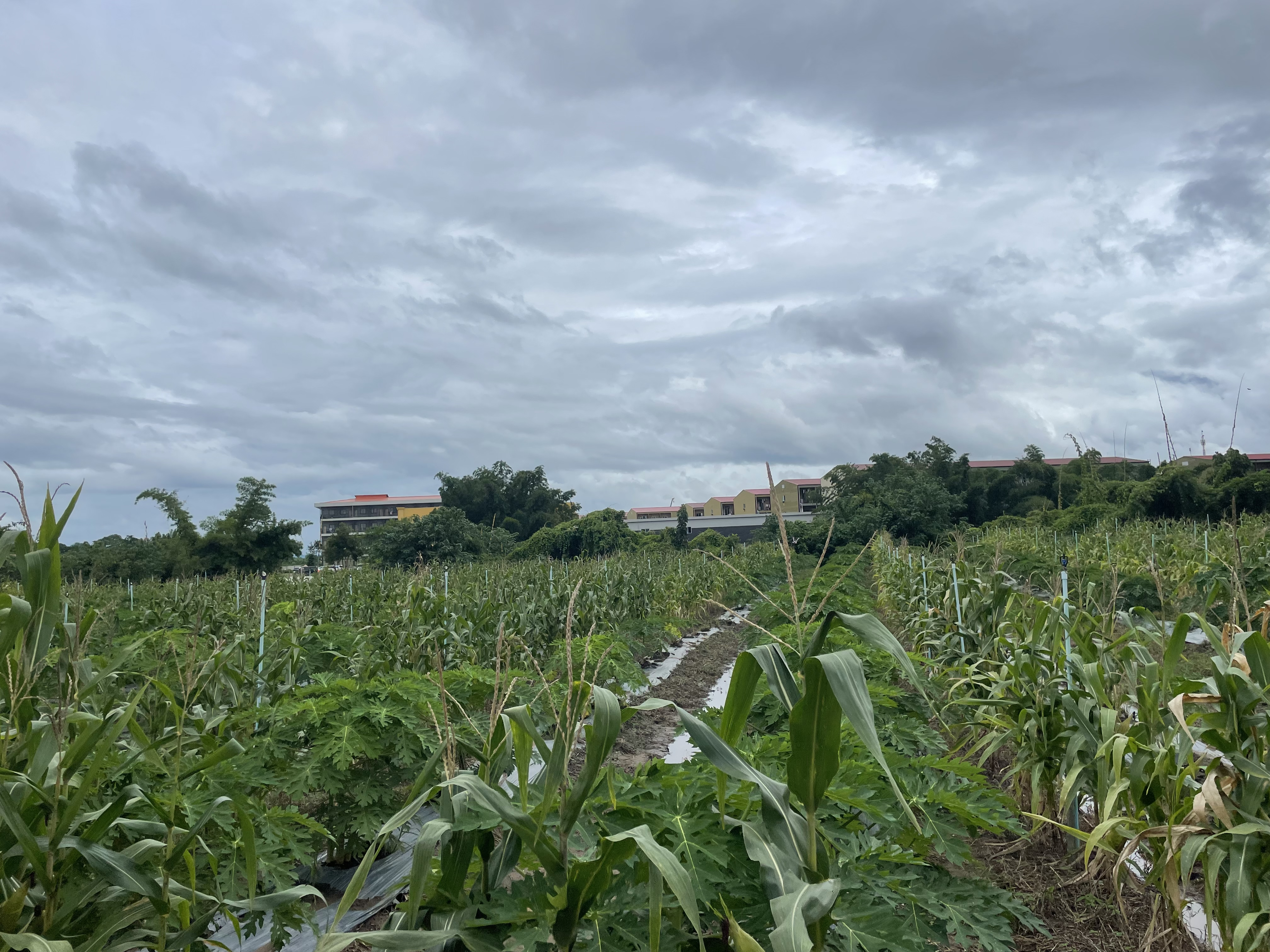
KK園区

ミャンマーにおいては、カレン州のシュエコッコおよびミャワディ、シャン州のコーカン自治区・モンラー・ワ自治管区が詐欺の拠点として知られている。特に、ミャワディのKK園区は詐欺団地として著名である。同国においては2021年ミャンマークーデターおよび、その後のミャンマー内戦の影響により、国境地域の支配が複雑になり、こうした詐欺に対する取り締まりが十分にできていない。
一部の反政府武装勢力およびミャンマー軍下部組織は、詐欺団地の設営から利益を得ている。ミャンマー軍はクーデターにより民衆の反撥が強く、税金徴収に困難をきたしているため、現地少数民族の友好武装勢力等を通して収益の上納を受けているとされる。また、たとえば、カレン州国境警備隊（BGF）は支配地域であるシュエコッコなどにおける、オンライン賭博および詐欺産業を資金源のひとつとしてきた。2024年10月29日には、欧州連合により、カレン州BGFのリーダーであるソー・チットゥー以下数名に対して経済制裁措置が行われている。
コーカン国境警備隊も同様であったものの、2023年のラウカイの戦いを通じ、反政府武装勢力のミャンマー民族民主同盟軍が同組織を壊滅させたことにより、詐欺拠点としての機能は解消した。この直前にはコーカン国境警備隊が、詐欺団地収容者を救出すべく動いた中国の覆面警察官を殺害した1020事件が発生しており、中国政府がミャンマーに何らかの圧力をかけた可能性が指摘されている。コーカン国境警備隊の壊滅を背景に、2024年よりカレン州国境警備隊はカレン民族軍として政府からの独立を宣言している。
2025年1月には、タイのNGOの報告書により、日本人6人を含む21ヶ国6千人以上がミャンマー東部の詐欺団地に監禁されていることが明らかになった。また、同月には中国の俳優、王星がミャワディ近郊の詐欺団地に拉致・監禁される事件（王星失踪事件）も発生した。これにより、中国を中心として、同地域の詐欺団地に対する関心が高まった。1月以降、BGFはタイ・ミャンマー国境地域で拘束されていた7000人以上の外国人を解放したと発表した。外務省は、2025年2月現在で日本人7人（成人5人、未成年2人）がタイ当局に拘束・保護されているとしている。しかし、日本政府は他に何人の日本人がタイ・ミャンマー国境に滞在しているか把握できていないとしている。

### その他

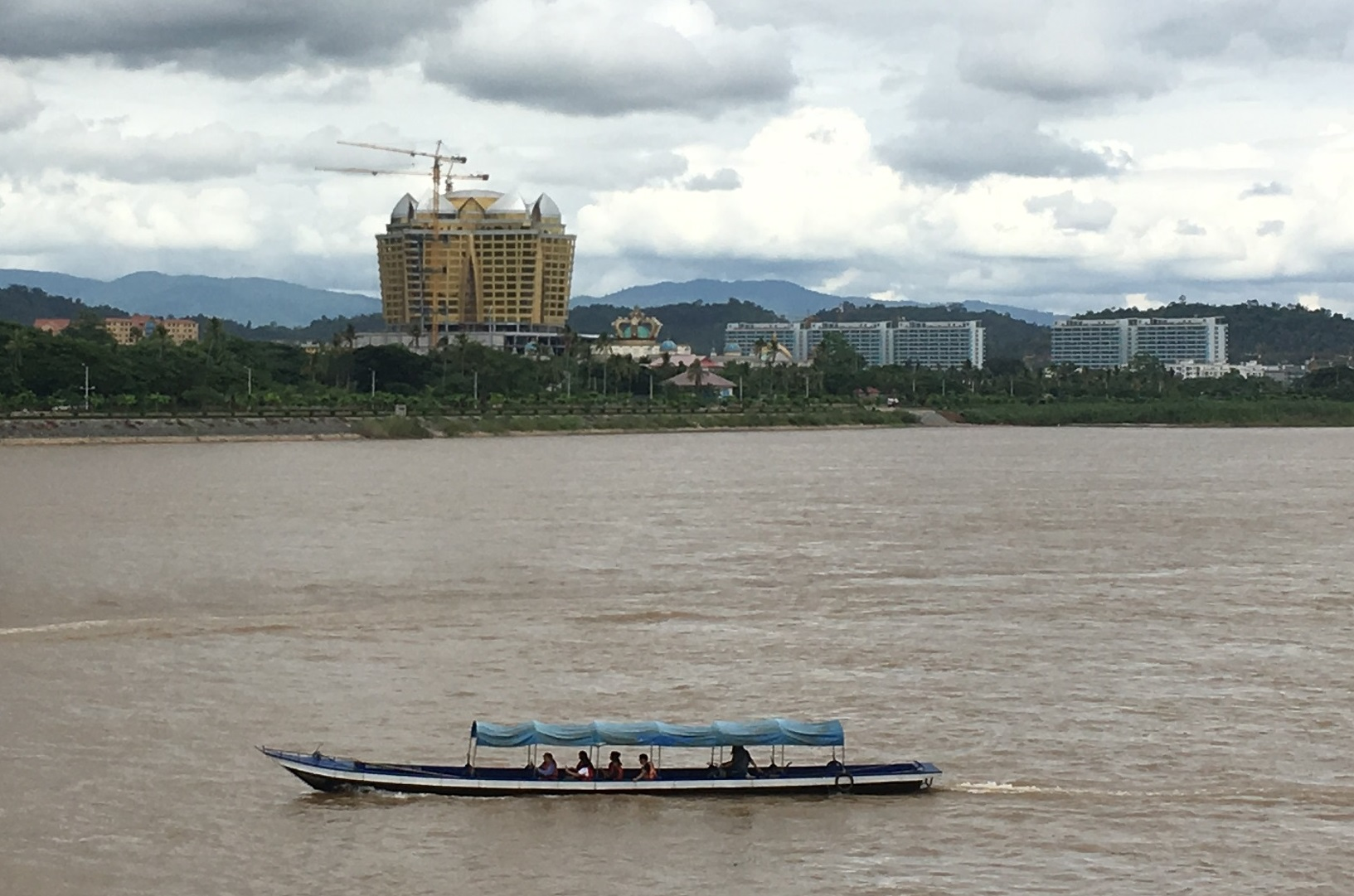
ゴールデン・トライアングル経済特区

ラオスでは、ゴールデン・トライアングル経済特別区が詐欺の拠点となっている。ラオス当局は同経済特区において立ち入る権限を有しておらず、事実上の無法地帯となっていた。とはいえ2023年9月以降、当局は同経済特区に対する取り締まりを強化しており、2024年7月には中国人詐欺師280人が逮捕されている。フィリピンでは、いくつかのPOGOおよび、クラーク経済特別区が詐欺の拠点となっている。2024年2月1日、フィリピン政府は国内に存在する400の詐欺拠点を捜査している旨を発表した。
詐欺団地は東南アジアに集中するが、こうした施設は他地域にも進出している。たとえば、アラブ首長国連邦においても大規模な詐欺団地が存在することが報告されており、ドバイから東南アジアに詐欺師の「異動」がおこなわれる例もあるという。ほかに、2023年12月の報道によれば、ジョージアのバトゥミでは400人の中国人・台湾人が詐欺産業に従事させられていた。ナミビアにおいても2023年10月、現地の若年者88人を殺猪盤に従事させたとして、中国人11人を含む20人が逮捕されている。